# یواس‌اس بارو (ای‌پی‌ای-۶۱)
یواس‌اس بارو (ای‌پی‌ای-۶۱) (به انگلیسی: USS Barrow (APA-61)) یک کشتی بود که طول آن ۴۲۶ فوت (۱۳۰ متر) بود. این کشتی در سال ۱۹۴۴ ساخته شد.